# Rampenbestrijding

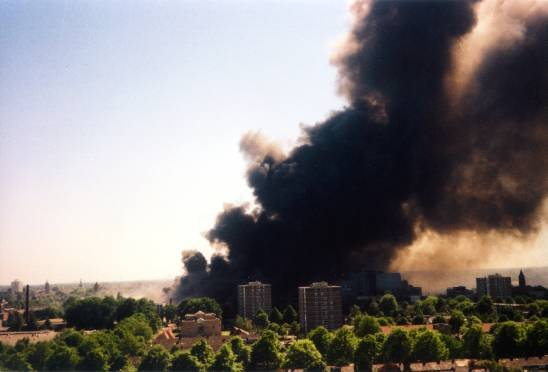
Vuurwerkramp Enschede

Rampenbestrijding is de verzamelterm voor alle werkzaamheden die nodig zijn om de oorzaken (bron) en gevolgen van een ramp op te heffen en de omstandigheden zo te veranderen dat er weer een enigszins normaal leven geleid kan worden door de betrokkenen.
In principe zijn de hulpdiensten de eerste partijen die betrokken zijn in de rampenbestrijding. Daarnaast hebben in Nederland bijvoorbeeld ook de gemeenten, provincies, waterschappen, ministeries, Rijkswaterstaat en de krijgsmacht taken in de rampenbestrijding.
Vaak heeft de brandweer de taak om de bron te bestrijden, maar bij bijvoorbeeld een dijkdoorbraak zullen de waterschappen en Rijkswaterstaat de belangrijkste taak hebben in de bronbestrijding.

## Nederland
In Nederland wordt de bestrijding van de gevolgen van een ramp door de verschillende hulpdiensten volgens Gecoördineerde Regionale Incidentbestrijdings Procedures (GRIP) gecoördineerd. Aan de hand van het effect van een ramp wordt aan de hand van vier fasen op operationeel en bestuurlijk niveau opgeschaald.

## België
In België wordt de bestrijding van de gevolgen van een noodsituatie geregeld in nood-en interventieplannen. In geheel België hanteert men dezelfde wettelijk vastgelegde methodiek voor het opstellen ervan. Er worden nood-en interventieplannen opgesteld op drie niveaus: gemeentelijk, provinciaal en federaal. In de nood- en interventieplannen wordt de indeling van de hulpverleningsdiensten in vijf disciplines, de operationele en beleidsmatige coördinatie en de indeling van het rampterrein geregeld. 

### Disciplines
De verschillende soorten (interventie- en hulp-) diensten die ingeschakeld (kunnen) worden bij noodsituaties worden op basis van het soort werk dat ze in die situaties verrichten ingedeeld in vijf disciplines, zoals uitgelegd in de onderstaande tabel.
| Discipline                                                                 | Betrokken diensten                                        | Opdrachten |
| -------------------------------------------------------------------------- | --------------------------------------------------------- | --- |
| discipline 1: hulpverleningsoperaties                                      | - brandweer - Civiele Bescherming                         | - de noodsituatie beheren en de hieraan verbonden risico's uitschakelen - de personen opsporen, bevrijden, helpen, redden en in veiligheid brengen en hun goederen beschermen - personen en goederen opeisen |
| discipline 2: medische, sanitaire en psychosociale hulpverleningsoperaties | - Rode Kruis - ziekenhuizen - MUG - ambulances 112 - etc. | - de medische keten opstarten - de geneeskundige en psychosociale zorgen toedienen aan slachtoffers en bij de noodsituatie betrokken personen - het vervoer van slachtoffers organiseren - maatregelen nemen ter bescherming van de volksgezondheid |
| discipline 3: politieoperaties                                             | - federale politie - lokale politie                       | - de openbare orde handhaven en herstellen - de toegangs- en evacuatiewegen vrijhouden (desgevallend de interventiediensten en de middelen begeleiden naar de plaats van de gebeurtenis) - de perimeters installeren, fysisch afbakenen, signaleren en bewaken en de toegangscontrole tot het interventieterrein waarborgen - de evacuatie van de bevolking uitvoeren en toezien op schuilen - dodelijke slachtoffers identificeren - bijstand verlenen aan het gerechtelijk onderzoek |
| discipline 4: logistieke steun                                             | - Civiele Bescherming - Defensie - Rode Kruis - etc.      | - de versterking inzake personeel en materieel waarborgen, evenals speciaal reddings- en hulpverleningsmaterieel leveren - de technische middelen voor communicatie organiseren tussen de disciplines, de operationele commandopost en het (de) coördinatiecomité(s) - de bevoorrading organiseren van levensmiddelen en drinkwater voor de interventiediensten en de getroffenen |
| discipline 5: informatie                                                   | - communicatieambtenaren - etc.                           | - de informatie en richtlijnen aan de bevolking verschaffen (o.a. via de media) - de informatie over de maatregelen voor de terugkeer naar de normale situatie verzorgen |

### Bestuurlijke coördinatie
De bestuurlijke coördinatie gaat over het effectgebied en neemt de beleidsmatige beslissingen in verband met een noodsituatie, zoals de evacuatie van woonwijken, de media, ... De bestuurlijke coördinatie kent drie niveaus: 
| Niveau             | Coördinerend orgaan             | Beleidsverantwoordelijke |
| ------------------ | ------------------------------- | ------------------------ |
| gemeentelijke fase | gemeentelijke coördinatiecomité | burgemeester             |
| provinciale fase   | provinciaal coördinatiecomité   | gouverneur               |
| federale fase      | federaal coördinatiecomité      | bevoegd minister         |

De afkondiging van een fase kan enkel gebeuren door de bevoegde beleidsverantwoordelijke. Bij afkondiging van een fase wordt op dat niveau een coördinatiecentrum (CC) opgestart. In dit coördinatiecentrum wordt de bevoegde beleidsverantwoordelijke bijgestaan door adviseurs van verschillende diensten, zoals de brandweer en de politie.  

### Operationele coördinatie
De operationele coördinatie gaat over het brongebied (de oorsprong van het probleem, de omgeving waar de noodsituatie zich voordoet). Voor het coördineren van de operaties op het terrein is de commandopost operaties (CP-Ops) verantwoordelijk. Deze staat onder leiding van de Directeur Commandopost Operaties (Dir-CP-Ops). Deze Dir-CP-Ops is in principe de hoogste brandweerofficier ter plaatse, maar kan - afhankelijk van de soort noodsituatie - ook een politieofficier of een dokter zijn. In bepaalde grotere steden zoals Antwerpen is de Dir-CP-Ops geregeld in een wachtrol. In de CP-Ops zit er per discipline een directeur. Ondersteunend personeel en externe personen (adviseurs, specialisten, etc.) kunnen eveneens deel uitmaken van de commandopost operaties. Elke directeur is voorzien van een opvallend hesje waarop zijn functie aangeduid wordt zodat hij/zij duidelijk herkenbaar en aanspreekbaar is op het terrein.
De wetgeving laat ook toe om enkel de operationele coördinatie op te starten bij een incident waarbij geen of slechts een beperkte bestuurlijke impact is, maar waar wel afstemming tussen de hulpdiensten noodzakelijk is.

## Rampenrisicovermindering
Een meer systematische benadering voor het identificeren, beoordelen en verminderen van de risico's van rampen behoort tot het domein van de rampenrisicovermindering of de rampenpreventie door risicobeperking. Het doel hiervan is de sociaal-economische kwetsbaarheid voor rampen te verminderen en maatregelen voor te bereiden om de oorzaken ervan aan te pakken. Ook met het oog op de adaptatie aan effecten van de klimaatverandering wordt wereldwijd hiernaar onderzoek en overleg gevoerd, onder meer in het kader van de Verenigde Naties. 